# Île du Prince-Léopold
L'île du Prince-Léopold (anglais : Prince Leopold Island) est une île du Nunavut (Canada) située dans le détroit de Lancaster au nord-est de l'île Somerset. L'île et ses eaux environnantes font partie d'un refuge d'oiseaux migrateurs, le refuge d'oiseaux de l'Île Prince-Léopold.

## Géographie
L'île du Prince-Léopold a une superficie de 63,76 km2. Une bonne partie du périmètre de l'île comprend des falaises de calcaire et de grès dont les hauteurs varie entre 245 et 265 m.

## Faune

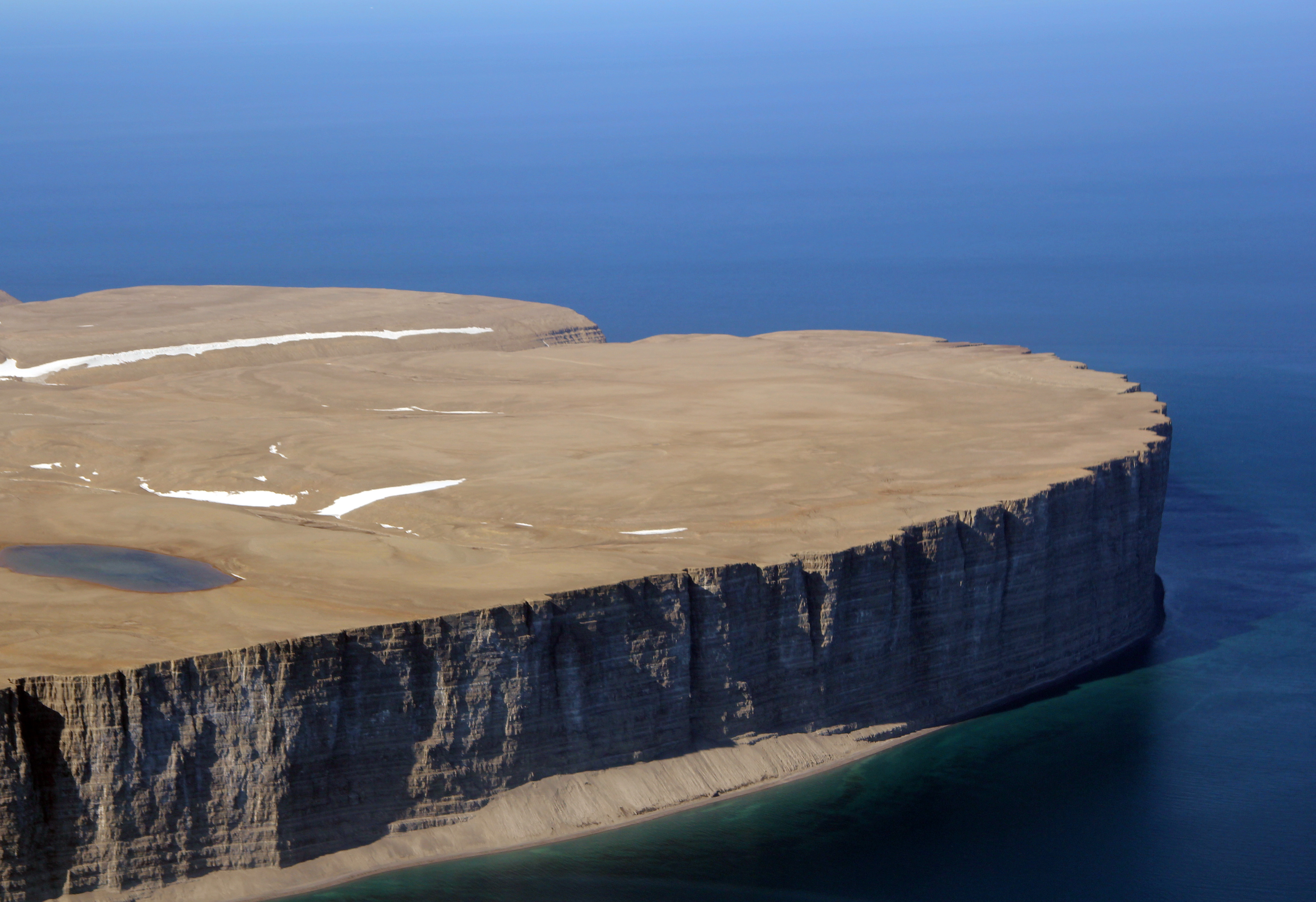
Falaise au nord de l'île

Les falaises de l'île abritent une importante colonie aviaire qui est fréquentée annuellement par environ 200 000 couples. L'île est le second lieu de reproduction du fulmar boréal (Fulmarus glacialis) au Canada avec environ 20 % de sa population sur le territoire. Elle est aussi un important lieu de reproduction pour la mouette tridactyle (Rissa tridactyla), le guillemot de Brünnich (Uria lomvia) et le guillemot à miroir (Cepphus grylle).

## Protection
Le refuge d'oiseaux de l'Île Prince-Léopold a été créée en 1992. Le refuge comprend l'île, qui a une superficie de 63,76 km2 ainsi qu'un rayon marin de 5 km entourant l'île qui comprend 240,23 km2, pour une superficie totale de 303,99 km2,,. L'île est aussi désignée comme zone importante pour la conservation des oiseaux.